# Pomadasys
Pomadasys è un genere di pesci ossei marini appartenente alla famiglia Haemulidae.

## Distribuzione e habitat
Le specie del genere sono distribuite in tutti i mari e gli oceani tropicali e subtropicali. Nel mar Mediterraneo sono presenti due specie: P. incisus, presente anche in acque italiane e P. stridens, di origine lessepsiana.

## Descrizione
Sono pesci di taglia media di aspetto abbastanza anonimo simile a quello degli sparidi o degli scienidi. Il corpo è abbastanza alto e compresso lateralmente e la bocca piccola. La colorazione è argentea, spesso con toni giallastri nelle pinne e sul corpo, diverse specie sono ornate di striature o punti scuri. Possono eccezionalmente raggiungere gli 80 cm ma la maggior parte delle specie non supera i 20–30 cm.

## Specie
Il genere conta 34 specie:
- Pomadasys aheneus
- Pomadasys andamanensis
- Pomadasys argenteus
- Pomadasys argyreus
- Pomadasys auritus
- Pomadasys bayanus
- Pomadasys bipunctatus
- Pomadasys branickii
- Pomadasys commersonnii
- Pomadasys crocro
- Pomadasys empherus
- Pomadasys furcatus
- Pomadasys guoraca
- Pomadasys incisus
- Pomadasys jubelini
- Pomadasys kaakan
- Pomadasys laurentino
- Pomadasys macracanthus
- Pomadasys maculatus
- Pomadasys multimaculatus
- Pomadasys olivaceus
- Pomadasys panamensis
- Pomadasys perotaei
- Pomadasys punctulatus
- Pomadasys quadrilineatus
- Pomadasys ramosus
- Pomadasys rogerii
- Pomadasys schyrii
- Pomadasys striatus
- Pomadasys stridens
- Pomadasys suillus
- Pomadasys taeniatus
- Pomadasys trifasciatus
- Pomadasys unimaculatus